# Acacia granulosa
Acacia granulosa é uma espécie de leguminosa do gênero Acacia, pertencente à família Fabaceae.